# 斗南街道
斗南街道，是中华人民共和国云南省昆明市呈贡区下辖的一个乡镇级行政单位。

## 行政区划
斗南街道下辖以下地区：
殷联社区、江尾社区、梅子社区、斗南社区、小古城社区和花田里社区。